# Борошнеу Мик (Ковасна)
Борошнеу Мик (рум. Boroșneu Mic) насеље је у Румунији у округу Ковасна у општини Борошнеу Маре. Oпштина се налази на надморској висини од 549 m.

## Историја
Према државном шематизму православног клира Угарске 1846. године је у месту Мали (Киш) Борошнеу живело 38 православних породица. Тој малој парохији су припадале парохијске филијале - села из околине: Егер Патак, Фел Добољи, Велики (Нађ) Борошнеу, Стасва, Чофалва и Лецфалва са укупно још 24 породице. Све те разбацане фамилије је опслуживао парох поп Михаил Поповић.

## Становништво
Према подацима из 2002. године у насељу је живело 391 становника.

### Попис2002.
| Расподела становништва по националности 2002.‍ | Расподела становништва по националности 2002.‍ | Расподела становништва по националности 2002.‍ | Расподела становништва по националности 2002.‍ | Расподела становништва по националности 2002.‍ |
| --------------------------------------------- | --------------------------------------------- | --------------------------------------------- | --------------------------------------------- | --------------------------------------------- |
|                                               |                                               |                                               |                                               |                                               |
| Румуни                                        | Румуни                                        |                                               | 32                                            | 8,2%                                          |
| Мађари                                        | Мађари                                        |                                               | 359                                           | 91,8%                                         |